# Корисні копалини Азербайджану
Корисні копалини Азербайджану. Надра Азербайджану багаті нафтою, залізняком, алунітами, кобальтом, барієм, молібденом, арсеном, сірчаним колчеданом, туфом, є поклади золота, срібла, поліметалів. Найважливіші корисні копалини Азербайджану — нафта, газ і газоконденсат, руди чорних, кольорових і благородних металів, а також нерудна сировина, буд. матеріали і мінеральні води.

## Запаси основних корисних копалин Азербайджану (1998/99)
| Корисні копалини       | Запаси       | Запаси   | Вміст корисного компоненту в рудах, % | Частка у світі, % |
| Корисні копалини       | Підтверджені | Загальні | Вміст корисного компоненту в рудах, % | Частка у світі, % |
| Золото, т              | 10           | 50       | 3 г/т                                 |                   |
| Мідь, тис. т           | 625          | 639      | 0,61 (Cu)                             | 0,1               |
| Нафта, млн т           | 930          |          | -                                     | 0,7               |
| Природний газ, млрд м³ | 225          |          | -                                     | 0,2               |
| Свинець, тис. т        | 762          | 830      | 1,54                                  | 0,6               |
| Срібло, т              | 3000         | 4200     | 100 г/т                               | 0,5               |
| Цинк, тис. т           | 3650         | 3760     | 3,7                                   | 1,3               |

## Нафта і газ
Див. також: Нафта і газ Азербайджану
Родовища нафти, газу і конденсату широко поширені на території Азербайджану і в акваторії Каспійського моря. Основні нафтогазоносні райони — Апшероно-Кобустанський, Курінський і Прикаспійсько-Кубінський. Апшероно-Кобустанський район знаходиться в межах південно-східного занурення Великого Кавказу (Апшеронський півострів, Апшеронський архіпелаг) і його подальшого продовження на схід (Апшеронський поріг), а також східного крила цього занурення (Кобустан). Курінський район охоплює Курінську западину і прилеглі ділянки моря (Бакинський архіпелаг — Бакинський нафтогазоносний район), Прикаспійсько-Кубінський район розташовується на північно-східному схилі південно-східного занурення Великого Кавказу (Сіазаньська монокліналь та ін.). У межах Апшеронського півострова, Апшеронського архіпелагу, Бакинського архіпелагу, Нижньокурінської низовини і південно-східного Кобустану знаходиться основна промислова нафтогазоносна світа — продуктивна товща (середній пліоцен). Незначні поклади нафти пов'язані з апшеронським і акчагильським відкладеннями (верхній пліоцен) в межах Апшеронського півострова і Нижньокурінської низовини. Поклади нафти зустрічаються також і у вулканогенній крейдовій товщі на площі Мурадханли-Зардоб. Основна нафтогазова світа представлена частим чергуванням пісків, пісковиків і глин. Переважний тип поширення пасток нафти і газу — антиклінальний, часто ускладнений розривами і грязьовими вулканами, нерідко зустрічаються неструктурні пастки (літологічні, стратиграфічні). У Прикаспійсько-Кубінському районі і Кюрдамирській зоні нафтогазоносність пов'язана з міоцен-палеогеновими і верхньомезозойськими відкладами, а у Кіровобадській зоні — з палеогеновими. Нафти Азербайджану високоякісні, без- або малосірчисті, без- або малопарафінисті. У верхніх горизонтах продуктивної товщі зустрічається дуже легка (так звана біла) і масляна нафти. Природні гази родовищ метанові (до 90-98% метану), нерідко містять значну кількість конденсату (родовища Карадаг, Булла, Бахар, Калмас і ін.). Унікальні нафти майкопської світи родовища Нафталан мають лікувальні властивості. У Азербайджані місцями поширені нафтоносні та бітумінозні піски. Відомі численні поклади горючих сланців (Східний Кавказ).
У азербайджанському секторі шельфу Каспійського моря запаси нафти оцінюються в 4000 млн т, на континентальній частині 165 млн т нафти і 50 млрд м³ газу
У Азербайджані в 1999 р. в акваторії Каспійського моря відкрите газоконденсатне родовище Деніз («Король морів»). За оцінкою державної компанії «ГНКАР», родов. Деніз містить майже 1 трлн м³ газу і 300–400 млн т конденсату. За іншими оцінками запаси газу родовища Деніз 330–700 млрд м³. На структурі Апшерон (площа 520 км², глибина моря 519 м) за прогнозами є аналогічні родовища. У контракті по блоку Апшерон задіяні компанії Chevron (30%), «ГНКАР» (50%) і TotalFinaElf (20%). Капіталовкладення в проект становитимуть 3-4 млрд дол. В межах Південно-Каспійської нафтогазоносної провінції експлуатується Кюрсангінське нафтогазоконденсатне родовище.

## Залізні руди
Представлені чотирма генетичними типами: сегрегаційно-магматичним, скарново-магнетитовим, гідротермально-метасоматичним (гематитовим) і осадовим. Промисловий інтерес представляє другий тип, родовища якого зосереджені в Дашкесанському рудному районі Сомхіто-Агдамської зони. Сумарні запаси цієї групи родовищ 250 млн т за категоріями А+В+С1. Рудні тіла пластоподібної форми, протяжністю до 2000 м, потужністю до 56 м. Виділяються власне магнетитові (90% магнетиту) і сульфідно-магнетитові (20%) руди. Вміст Fe в суцільних магнетитових рудах понад 45%, в магнетитовому скарні 30-45%, в магнетит-ґранатовому скарні 15-25%. Дашкесанське родовище — сировинна база металургійної промисловості Закавказзя. Гематитові руди представлені Алабашлінським родов. Руди низькосортні, кременистого типу. Осадові залізні руди представлені магнетитовими пісковиками в Дашкесанському, Шамхорському, Ханларському районах і титаномагнетитовими пісками на Ленкорань-Астарінському узбережжі Каспійського моря.
Дашкесанське родовище (Dashkesan) на 2002 р містить доведених запасів руди 60 млнт. з вмістом 35% Fe. Руди також містять кобальт і цинк.

## Марганець
Марганцеві рудопрояви відомі в Сомхіто-Агдамській (Молла-Джаллінське, Дашсалахлінське родов.) і Араксинській (Биченагське і Алягинське родов.) зонах. Потужність рудоносних пачок 0,3-3 м, протяжність 45-700 м, вміст Mn 10-25%.

## Хром
Невеликі, але численні виходи хромових руд пов’язані з 260-км смугою (160 км в Азербайджані) офіолітового поясу Малого Кавказу для якої характерні дуніти і перидотити. Руда Гейдаринського родовища має високу якість, вміст Cr2O3 43,5-52,6%; Cr2O3:FeO = 3,5-4.

## Алюміній
Алюмінієві руди представлені покладами алунітів і бокситів. Алунітові родовища відомі в Дашкесанському, Шамхорському і Ордубадському районах. Найвідоміше родовище — Заглікське, приурочене до вулканогенно-осадових товщ середньої і верхньої юри, прорваних Дашкесанським інтрузивом. Підтверджені запаси алунітів в Азербайджані на початок 1995 р. оцінювалися в 200 тис. т. Алуніт асоціює з каолінітом, кварцом, гематитом, лімонітом, халцедоном, опалом і інш. Бортовий вміст алуніту 25%. Потужність пластоподібних покладів 20 м, 95% — рудна маса (алуніт і кварц), 5% — глинисті мінерали. Вияви бокситів виявлені в Нахічеванській області — в теригенно-карбонатних відкладах девону-пермі у вигляді тіл пластової та лінзовидної форми, потужністю 2-13 м і протяжністю 1,5-2 км. Кременевий модуль типу 2:1 (аліти і сіаліти).

## Кобальт
Найбільші вияви кобальтової мінералізації відомі в Дашкесанському і Ордубадському рудних районах. Перший генетично пов'язаний з Дашкесанським гранітоїдним інтрузивом, який структурно накладений на скарново-магнетитові руди, другий район знаходиться в скарновій зоні Мегрі-Ордубадського плутону. Головні мінерали: кобальтин, алоклазит, глаукодот, сафлорит, кубаніт, кобальт-пірит.

## Мідні руди
Представлені мідно-колчедановими і мідно-порфіровими покладами. Мідно-колчеданні рудні тіла відомі в Кедабекському районі, де вони у вигляді штокоподібних тіл (50×100 м) розміщені у верхніх горизонтах товщі байоських кварцових плагіопорфірів. Верхні горизонти штоків складені мідними та мідно-цинковими рудами, нижні — сірчано-колчедановими. Основні мінерали: халькопірит, пірит, сфалерит, ґаленіт арсенопірит та ін. Мідно-порфірові руди сконцентровані в Ордубадському рудному районі і просторово пов'язані з апікальними і периферійними частинами палеоген-міоценового Мегрі-Ордубадського гранітоїдного батоліту. Основні мінерали: халькопірит, молібденіт і пірит. Руди на поверхні окиснені і містять 0,2-1 % Cu, в глибоких горизонтах — в середньому 0,3-0,6%. У Араксинській зоні по лінії Нахічеванського розлому, в області розвитку олігоцен-нижньоміоценових вулканітів, розміщений ряд виявів самородної міді, які створюють смугу довжиною близько 70 км, потужність окремих мідноносних пластів від 0,5 до 9 м.

## Молібденові руди
Асоціюють з міддю в Парагачайському і Діахчайському родов. (Ордубадський район), з міддю і свинцем — в Теміручандаг-Багирсахському родов. (Кельбаджарський район). Розробляється Парагачайське родовище молібдену. Вміст Мо 0,2-1,1 %, Cu 0,002-2,1 %, Re в молібденіті 0,04%, Se 0,006%, Fe 0,02%.

## Вольфрам
Рудопрояви вольфраму відомі в Нахічеванській області і Кельбаджарському районі; відмічений шеєліт в кварцових жилах, аплітах і лиственітах, вольфраміт в кварцових жилах. Вольфрамоносні рудні тіла приурочені до роговиків верхнього еоцену в контактових зонах Мегрі-Ордубадського і Далідагського плутонів.

## Арсен
Арсенові руди представлені Біттібулагським родовищем (енаргітовим) в Кедабекському районі і Дарридагським родовищем (аурипігмент-реальгаровим) в Джульфінському районі (розроблялося до 1941р).

## Ртуть
Родовища ртутних руд виявлені в центральній частині Севано-Карабахської зони (Левчайське, Шорбулагське, Агятагське, Агкаїнське і Нарзанлікське). Стибій відмічений у Левському і Кесандагському (Нахічевань) родовищах ртуті.

## Свинцево-цинкові руди
Пов'язані з колчедано-поліметалічним родовищем Білокано-Шекінської металогенної зони східнього схилу Великого Кавказу (Філізчайське, Кацдагське, Катехське, Джіхихське, Чедерське, Кацмалинське та ін.). У Сомхіто-Агдамській зоні Малого Кавказу відоме невелике Мехманінське свинцево-цинкове родовище в середньоюрській вулканогенній товщі. Два невеликих родовищ свинцево-цинкових руд відмічені в Нахічевані. Гюмушлугське, приурочене до вапняків середнього-верхнього девону, і Агдарінське — до вулканітів еоцену.

## Золото
Ресурси Au в надрах Азербайджану приблизно оцінюються в 1500 т (2000).

## Мінеральна сировина для металургії
Представлена також флюсовими вапняками (Хачбулаг), каолінами і вогнетривкими глинами (Чардахли), бентонітовими глинами (Дашсалахли, Кобустано-Шемахинська зона), численними виявами вторинних кварцитів (Сомхіто-Агдамська зона), пірофілітами (Кірвакар), андалузитами (Нахічевань), серпентинітами (центральна частина Мал. Кавказу). Прогнозні запаси доломіту (вогнетриви 1-го класу) Неграмського родовища, що складають верхній тріас, оцінюються в сотні млн т.

## Гірничо-хімічна сировина
З гірничо-хімічної сировини відомі родов. сірчаного колчедану Чирагідзор-Тоганалінської групи Ханларського району, розміщені у вулканогенних і вулканогенно-осадових відкладах середньої юри, і родовища кам'яної солі (Дуздагське, Неграмське і Пус’янське), розташовані в міоценових піщано-глинистих і вапняно-мергелистих відкладах Нахічеванської області. Загальна протяжність соленосного басейну Араксинської зони до 250 км при шир. 15-20 км і потужності відкладень — декілька десятків м. Прогнозні запаси оцінюються в 2-2,5 млрд т. На площі Апшеронського півострова є невеликі родовища солі, з яких щорічно для місцевих потреб добувається 3-5 тис. т солі. Баритові родовища жильного типу (Човдарське, Кущинське, Загликське, Баянське, Башкишлакське, Чайкендське, Азатське, Тонашенське і ін.) пов’язані з середньоюрськими вулканітами. Цеолітоносні туфи Таузького району, що залягають серед карбонатних відкладів верхнього сантону у вигляді пластового покладу потужністю в середньому 25-30 м, містять високо-кременисті цеоліти (кліноптилоліт) в туфах від 20 до 80%, в середньому по родовищу — 55%.

## Напівдорогоцінні та виробні камені
Представлені аметистом і ґранатами в скарнах Дашкесанського і Ордубадського районів, гірським кришталем в альпійських жилах Великого Кавказу, турмалінами екзоконтакту Атабек-Слов'янського інтрузиву Малого Кавказу, халцедоном, агатом і геліотропом в сантонських вулканітах. Агатові скупчення у вигляді секрецій, жеод, мигдалин, прожилків і лінз відмічаються в Агджакендському і Казахському прогинах. Вони пов'язані з верхньокрейдовими вулканітами. 

## Нерудні будівельні матеріали
Представлені великою кількістю родов. гіпсу, ангідриту (Верхньоагджакендське, Кіровобадське і Аразинське), бентонітових глин (Дашсалахлінське); пильного каменя (Гюздекське, Довлатярлінське, Карадагське, Ділагардінське, Шахбулагське, Нафталанське, Мардакертське, Дашсалахлінське, Кеджерли-Каїнське, Дзегамське, Агдагське та ін.) облицювальних каменів (Гюльбахтське, Дашкесанське, Шахтахтінське, Гюлаблінське, Шушинське та ін.); цем. сировини (Карадагське). Досліджено близько 200 родовищ глин. Кварцові піски для скляного виробництва встановлені в міоцен-пліоценових відкладах Кобустану, Апшеронського п-ова і Кубінського району. Запаси кварцових пісків обчислюються десятками млн т. Є численні родовища гравію, піску і інших будівельних матеріалів.

## Термальні води
Поширені по південно-західному борту Курінської западини (Дальмамедлі, Ширвалді, Башир, Агджабеді та ін.); температура вод на виливі 65-90 °С, дебет 200-864 м³/добу, мінералізація 5-15 г/л. У Ленкоранській низовині (Масаллі, Ленкорань і Астара) температура вод 43-64 °С, мінералізація до 35 г/л, дебети окремих свердловин доходять до 3500 м³/добу. В Прикаспійсько-Кубінській області (Хачмаський, Худатський і Дівичинський райони) води містять до 30 мг/л йоду і до 75 мг/л брому, температура вод 50-70 °С, мінералізація до 60 г/л, глибина поширення до 3000 м). В Апшеронській області (Калаалті і Дівичинському районі) води типу Нафтуся із вмістом йоду, брому, бору і ін., температура вод 65-90 °С, мінералізація 60-110 г/л). Промислові йодо-бромні води Азербайджану розміщені в Нижньокурінській депресії, Апшеронській нафтогазоносній області і на Прикаспійсько-Кубінській рівнині.